# Teleskop optyczny

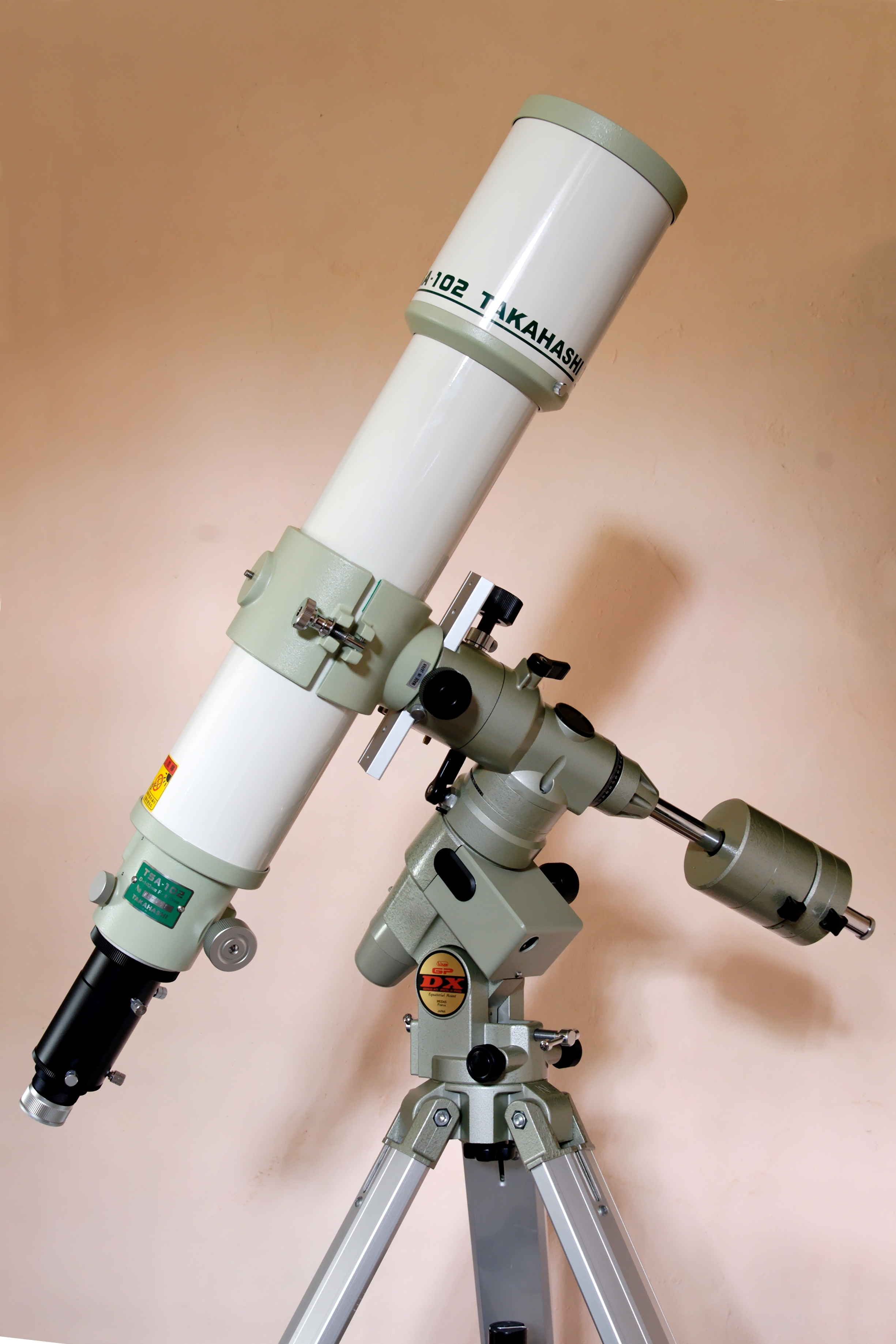
Mały refrakcyjny teleskop optyczny

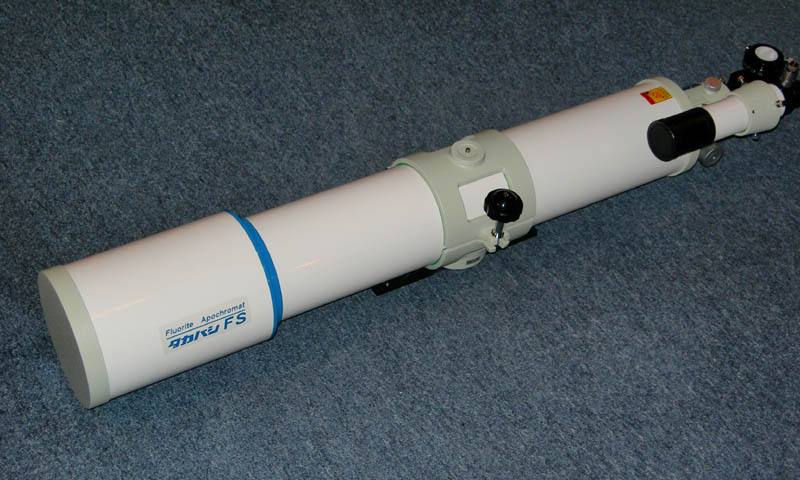
Refraktor apochromatyczny fluorytowy

Teleskop optyczny (gr. teleskopes – dalekopatrzący)  – jeden z rodzajów teleskopów; przyrząd optyczny złożony z dwóch elementów optycznych: obiektywu i okularu (teleskop soczewkowy) lub z okularu i zwierciadła (teleskop zwierciadlany), połączonych tubusem. Służy do powiększania odległych obrazów. Zarówno teleskop soczewkowy, jak i teleskop zwierciadlany dają obraz rzeczywisty powiększony, odwrócony lub prosty.
Buduje się wiele rodzajów teleskopów od prostych przyrządów optycznych służących do obserwacji krajobrazu po złożone urządzenia służące w astronomii (głównie teleskopy zwierciadlane, np. Kosmiczny Teleskop Hubble’a). Znaczna większość używanych na świecie teleskopów o przeznaczeniu astronomicznym to sprzęt amatorski znajdujący się w prywatnych rękach miłośników astronomii. Hobby, jakim jest oglądanie obiektów niebieskich, zyskało w ciągu ostatnich lat również w Polsce ogromne rzesze entuzjastów, czego skutkiem jest znaczna ilość nierzadko nawet dość zaawansowanego optycznie sprzętu w rękach amatorów.
Pierwszy praktyczny teleskop został skonstruowany w 1608 roku w Niderlandach, po czym został ulepszony w 1609 przez Galileusza.
Teleskop optyczny umożliwia otrzymywanie wiernego (zarówno pod względem rozmieszczenia przestrzennego szczegółów, jak i rozkładu jasności), możliwie najjaśniejszego obrazu badanego wycinka nieba lub obiektu astronomicznego. Zastosowanie w teleskopie zwierciadeł lub soczewek o dużej średnicy umożliwia wychwycenie rozproszonego światła pochodzącego od odległych obiektów, dzięki czemu możliwa jest obserwacja lub rejestracja fotograficzna nawet bardzo słabo widocznych obiektów. Użycie teleskopu umożliwia również znaczne zwiększenie zdolności rozdzielczej, dzięki czemu stają się rozróżnialne obiekty (np. składniki gwiazdy podwójnej), które nieuzbrojonym okiem są widoczne jako pojedynczy obiekt.
Powstający na powierzchni ogniskowej obraz może być zarejestrowany na kliszy fotograficznej, za pomocą detektora CCD współpracującego z komputerem lub przez inne przyrządy, np. fotometry, spektrografy, umieszczone w tej płaszczyźnie lub w innym miejscu, do którego promieniowanie z płaszczyzny ogniskowej zostanie doprowadzone przez odpowiednie układy optyczne.
W zależności od tego, czy do skupienia dających obraz promieni wykorzystuje się zjawisko załamania, czy odbicia, teleskopy dzielą się na refraktory (zaopatrzone w lunetę z układem soczewek) i reflektory (zaopatrzone we wklęsłe zwierciadło), jak również teleskopy złożone wykorzystujące zarówno soczewki, jak i zwierciadła. Do obserwacji fotograficznych nieba używa się teleskopów, w których zwierciadło główne jest sferyczne, a wady optyczne obrazu są zmniejszone przez umieszczenie na drodze wiązki promieniowania asferycznej (w teleskopie zwanej kamerą Schmidta) lub wypukło-wklęsłej soczewki (menisku) w teleskopie, zwanej kamerą Maksutowa, soczewki korygującej. Gdy zwierciadła główne i wtórne mają kształt odpowiednio dobranych hiperboloid, jest możliwe uzyskanie w ognisku Cassegraina stosunkowo dużego pola widzenia wolnego od zniekształceń (układ Ritcheya–Chrétiena). Ze względu na osiągane powiększenia teleskopy są zazwyczaj wyposażone w dodatkową lunetę wizualną (szukacz), umożliwiającą odszukanie i wstępną identyfikację badanego obiektu.
Elementy optyczne teleskopu są zwykle montowane tak, by mogły obracać się wokół 2 osi. W montażach paralaktycznych jedna z osi skierowana jest na biegun nieba (oś rektascensji, godzinna), a druga jest prostopadła do niej (oś deklinacji). Specjalny mechanizm zegarowy z napędem obraca teleskop wokół osi rektascensji, kompensując pozorny ruch obrotowy nieba, dzięki czemu teleskop „patrzy” podczas obserwacji cały czas na badany obiekt. Dzięki stosowaniu komputerowych układów sterowania coraz częściej wykorzystywane są także montaże azymutalne, w których korygowane są jednocześnie obie osie – w tym przypadku żadna z nich nie jest skierowana na biegun nieba – oś azymutu wskazuje zenit, a prostopadła do niej oś – wysokość nad horyzontem.
Ze względu na zakłócający wpływ atmosfery ziemskiej, ograniczający jakość uzyskiwanych obrazów, teleskopy umieszcza się w obserwatoriach położonych wysoko w górach, jak również w przestrzeni kosmicznej (największym teleskopem kosmicznym jest umieszczony w 2021 r. na orbicie okołoziemskiej Teleskop Kosmiczny Jamesa Webba). Jednak ponieważ wielkość teleskopów umieszczanych w kosmosie ograniczona jest dostępnymi środkami transportowymi, a serwisowanie ich na orbicie niezwykle skomplikowane (czego dowiodła misja teleskopu Hubble’a), od wielu lat poszukuje się innych rozwiązań, mających na celu eliminowanie zakłócającego wpływu atmosfery. Najważniejszym osiągnięciem w tej dziedzinie jest zastosowanie cienkich luster, których kształt jest w czasie rzeczywistym korygowany tak, by anulować zniekształcenia fali światła docierającej do powierzchni lustra. Systemy takie, określane jako układy optyki adaptatywnej, pozwalają obecnie w przypadku największych teleskopów, takich jak Large Binocular Telescope, osiągać rozdzielczość trzydziestokrotnie przewyższającą możliwości HST. Są jednak obszary, które wymagają umieszczenia teleskopów poza atmosferą. W szczególności całkowita nieprzezroczystość atmosfery dla promieniowania rentgenowskiego powoduje, że teleskopy rentgenowskie są umieszczane wyłącznie na sztucznych satelitach.

## Parametry optyczne
Podstawowe parametry optyczne każdego teleskopu to:
- Średnica zwierciadła lub obiektywu, z którą związana jest apertura, decyduje o zdolności rozdzielczej sprzętu oraz zasięgu obserwacyjnym. Większe instrumenty dają zwykle większe możliwości obserwacyjne, lepszą jakość obrazu i więcej szczegółów.
- Ogniskowa – odległość pomiędzy ogniskiem układu optycznego a punktem głównym układu optycznego.
- Światłosiła – określająca stosunek średnicy obiektywu i ogniskowej.
- Powiększenie – w praktyce trudno uważać je za parametr teleskopu, gdyż zależy od użytego okularu, okulary zaś zwykle są wymienne, co daje możliwość uzyskiwania różnych powiększeń. Można je obliczyć dzieląc ogniskową obiektywu przez ogniskową użytego okularu.

## Podstawowe typy teleskopów

Schemat refraktora

### Teleskop soczewkowy (refraktor, luneta)
Podstawowymi częściami teleskopu soczewkowego są: obiektyw, okular i tubus.

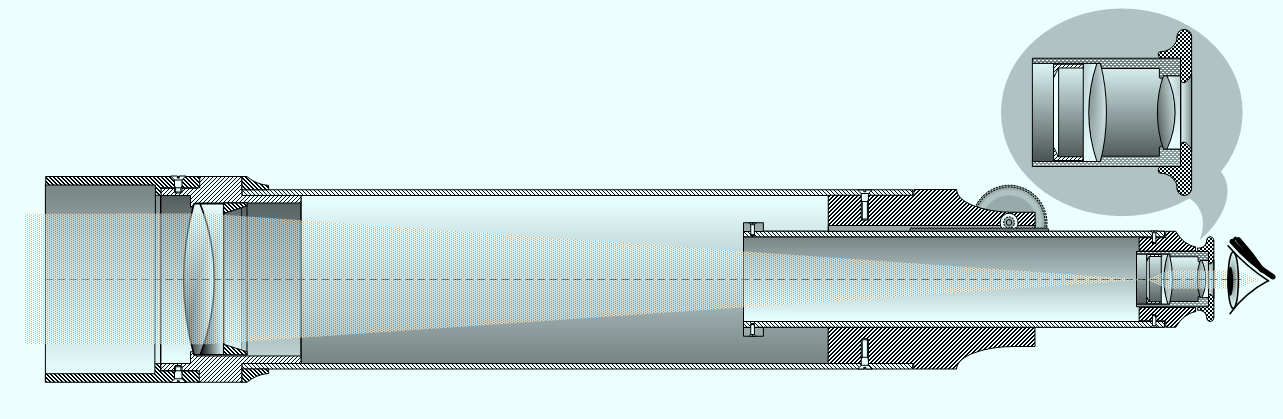

Dwa podstawowe rozwiązania refraktora to luneta Galileusza i luneta Keplera. Zasadniczą różnicą konstrukcyjną jest użycie w lunecie Galileusza okularu o ujemnej ogniskowej (tj. rozpraszającego) zaś w lunecie Keplera – o dodatniej (skupiającego). Wynika stąd podstawowa różnica użytkowa: luneta Galileusza daje obraz prosty, zaś Keplera – odwrócony.

#### Najczęściej spotykane refraktory

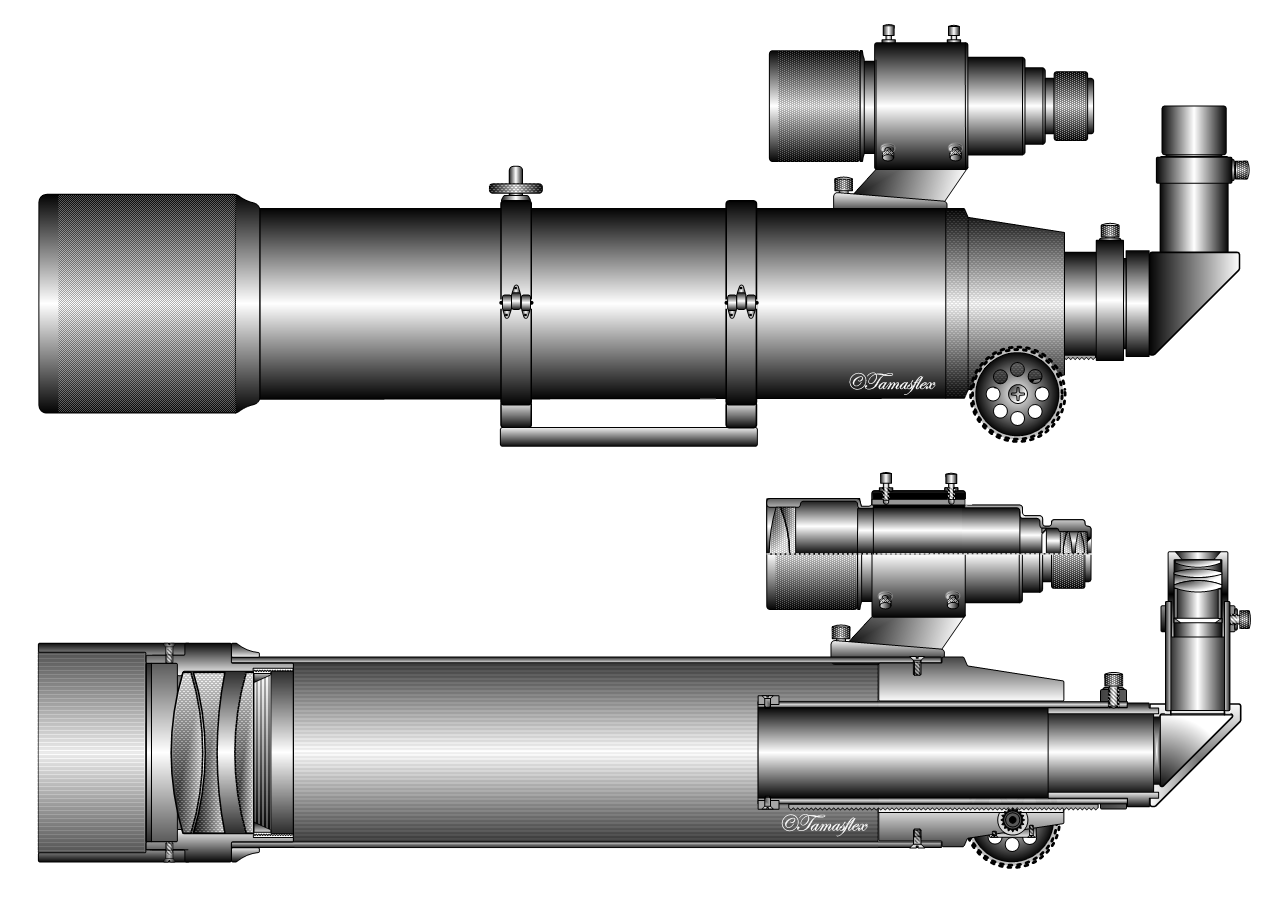
Refraktor apochromatyczny

- achromat – najbardziej popularny, obiektyw zwykle składa się z 2 elementów, jego konstrukcja kładzie nacisk na możliwie najlepszą korekcję aberracji chromatycznej. Achromat koryguje aberrację chromatyczną dla dwóch najważniejszych fragmentów spektrum (typowo – czerwonej i niebieskiej).
- apochromat – rzadziej spotykany, jednak znacznie bardziej zaawansowany optycznie, obiektyw składa się zwykle z większej liczby soczewek (zwykle od 2 do 4, czasem więcej), wykonany jest też często ze specjalnych gatunków szkła np. ED (extra-low dispersion) lub fluorytowego (szczególnie wysoko cenione w optyce). Apochromat zapewnia pełniejszą od achromatu korekcję aberracji chromatycznej, sprzęt dobrej klasy o takim układzie optycznym nie powinien pokazywać „kolorystycznych przekłamań” nawet na stosunkowo jasnych obiektach niebieskich (jaśniejsze gwiazdy, planety, Księżyc). Apochromat koryguje aberrację chromatyczną dla trzech najważniejszych fragmentów spektrum (typowo – czerwonej, niebieskiej i zielonej, choć w astrofotografii jedno z pasm może dotyczyć podczerwieni lub ultrafioletu)
- superapochromat – koryguje aberrację chromatyczną dla czterech lub więcej najważniejszych fragmentów spektrum dając najlepsze obrazy. Są to jednak konstrukcje wyjątkowo drogie.
- semiapochromat – określenie raczej komercyjne niż naukowe, stosowane przez producentów sprzętu astronomicznego dla określenia refraktorów, których korekcja aberracji jest oceniana jako nieznacznie tylko ustępująca apochromatom (lepsza zaś niż w achromatach). Najczęściej określane są w ten sposób 2-soczewkowe obiektywy ED (3-soczewkowe ED oraz 2 i 3 soczewkowe fluoryty zazwyczaj uznaje się za apochromaty).

Największy na świecie teleskop – refraktor ma średnicę soczewki obiektywu równą 102 cm i znajduje się w obserwatorium Yerkes w USA.

### Teleskop zwierciadlany (reflektor)

Schemat teleskopu Newtona

Jego podstawowymi częściami są: zwierciadło, okular i tubus. Mają niższą sprawność optyczną od refraktorów i zwykle dają niższy kontrast na skutek centralnego przesłonięcia (przez zwierciadło wtórne).

#### Najpopularniejsze reflektory
- teleskop Newtona – najprostszy w konstrukcji i najpopularniejszy wśród amatorów. Składa się z paraboloidalnego zwierciadła głównego i mniejszego, płaskiego, kierującego obraz do okularu znajdującego się z boku tubusu. Zwykle posiada większą w porównaniu z innymi reflektorami światłosiłę, dlatego też stosowany jest głównie do oglądania obiektów ciemniejszych – mgławic, galaktyk, gromad. Jest on wolny zarówno od aberracji chromatycznej, jak i sferycznej, jednak obdarzony sporą komą.

Schemat teleskopu Cassegraina

- teleskop Cassegraina – posiada paraboloidalne zwierciadło główne oraz mniejsze wtórne, hiperboloidalne, kierujące światło przez otwór w zwierciadle głównym do okularu.

Najpopularniejszy i najprostszy typ to Dall-Kirkham obarczony znaczną komą. Teleskopy w systemie Cassegraina zwykle posiadają mniejszą światłosiłę, co czyni je szczególnie użytecznymi przy obserwacji jaśniejszych obiektów takich jak Księżyc i planety.

### Teleskop w systemie mieszanym(katadioptryk zwierciadlano-soczewkowy)

Schemat teleskopu Schmidta-Cassegraina

Jest to teleskop, w którym przed zwierciadłem głównym lub niekiedy wtórnym umieszczono dodatkowo soczewkę – korektor. Ognisko może
być wyprowadzone za zwierciadło główne (w układzie Cassegraina), w bok na wysokości zwierciadła wtórnego (w układzie modyfikowanego
Newtona) lub w bok na wysokości osi obrotu (w układzie Coude).

#### Najpopularniejsze teleskopy zwierciadlano-soczewkowe
- teleskop Schmidta-Cassegraina – posiada korektor w postaci asferycznej płyty Schmidta. Cechuje go pewna koma i krzywizna pola. Niestety asferyczny korektor jest stosunkowo drogi w produkcji.
- teleskop Maksutowa-Cassegraina – posiada korektor w postaci lekko ujemnej soczewki meniskowej. Ma znacznie zredukowaną komę i obarczony jest niewielką krzywizną pola. Stosowany w konstrukcjach o stosunkowo małej aperturze ze względu na ciężar korektora. Bazujący na podobnej konstrukcji teleskop Klewcowa-Cassegraina przenosi korektor za zwierciadło wtórne dzięki czemu jest lżejszy.

Schemat teleskopu Maksutowa-Cassegraina

Zwykle uważa się, że najlepsze obrazy dają refraktory – najlepszą ostrość i kontrast, szczególnie cenione są apochromaty. Zwykle są to też instrumenty najdroższe, nawet apochromaty o stosunkowo niewielkich średnicach obiektywu rzędu 100 mm nierzadko liczone są w tysiącach dolarów. Dla porównania teleskop zwierciadlany Newtona o średnicy 200 mm na prostym montażu Dobsona kosztuje obecnie (2007 rok) około 1200 zł. Jednak warto pamiętać tutaj, że każda konstrukcja, z wyjątkiem opisanych poniżej teleskopów RC ma konkretne wady i zalety w związku z czym nadaje się lepiej lub gorzej do konkretnych zastosowań. Newtony i achromaty to proste uniwersalne teleskopy dla początkujących – Newtony, ze względu na większą najczęściej średnicę ze wskazaniem na obserwacje obiektów odległych, achromaty z kolei – do planet i początków astrofotografii. Teleskopy Schmidta-Cassegraina są mobilne i, ze względu na stosunkowo duże pole widzenia, dobrze sprawdzają się podczas przeglądów nieba. Teleskopy Maksutowa-Cassegraina – również stosunkowo mobilne – ze względu na małe pole widzenia najlepiej sprawdzają się w astrofotografii wykorzystującej duże powiększenia.
- kamera Ritcheya-Chrétiena

Ze wszystkich konstrukcji najwyżej cenione są kamery Ritcheya-Chrétiena (których nie należy mylić z Cassegrainami i aplanatycznymi kamerami SCT). Wykorzystanie hiperbolicznych zwierciadeł w najlepszych konstrukcjach całkowicie redukuje aberracje geometryczne. Natomiast brak korektorów i soczewek oznacza brak aberracji chromatycznej. Niestety prawdziwe kamery RC są także niezmiernie drogie.

## Największe teleskopy
Największa apertura:

Porównanie wielkości i budowy zwierciadeł największych obecnych i planowanych teleskopów

- Wielki Teleskop Kanaryjski – teleskop o aperturze 10,4 m, zbudowany w latach 2002–2008 na Wyspach Kanaryjskich.
- Teleskopy Kecka (Keck I/Keck II) – uruchomione w latach 1993 i 1996 w obserwatorium Mauna Kea na Hawajach dwa teleskopy, o zwierciadłach średnicy 9,8 metra każde, tworzące wspólnie największy interferometr.
- Wielki Teleskop Południowoafrykański (SALT) – największy teleskop na półkuli południowej, o powierzchni 66 m², zbudowany przy współpracy polskich astronomów.

Inne znaczące współczesne teleskopy:
- Large Binocular Telescope (LBT) – teleskop składający się z dwóch zwierciadeł o średnicy 8,4 metra (ich powierzchnia to 111 m²) zamontowanych na wspólnym montażu, znajdujący się w Mount Graham International Observatory w Arizonie, odpowiadających pojedynczemu lustru o średnicy 11,9 m. W styczniu 2008 roku po raz pierwszy uzyskano obraz przy użyciu obu luster jednocześnie.
- Very Large Telescope (VLT) – cztery teleskopy o średnicy 8,2 metra każdy, współdziałające jako interferometr optyczny. Teleskop został zbudowany w Paranal Observatory na Cerro Paranal w Chile – a jego budowę ukończono w 2005 roku.

## Planowane teleskopy
- Thirty Meter Telescope (TMT) – średnica 30 m, ma zostać wybudowany na Hawajach
- Gigantyczny Teleskop Magellana (GMT) – średnica 24,5 m, ma zostać wybudowany do 2029 r. jako część Obserwatorium Las Campanas
- Ekstremalnie Wielki Teleskop (ELT) – największy teleskop, o średnicy 39,3 m; w trakcie budowy, zakończenie planowane jest na rok 2025.

W dalszej przyszłości:
- Advanced Technology Large-Aperture Space Telescope (ATLAST) – największy planowany teleskop kosmiczny o śr. 16 m (choć niektóre plany mówiły nawet o 30 m), następca teleskopów Hubble’a i Jamesa Webba.
- Przeogromnie Duży Teleskop(inne języki) (Overwhelmingly Large Telescope, OWL) – projekt teleskopu o śr. 100 m (później zmniejszonej do 60 m), stworzony przez ESO. Został on porzucony na rzecz budowy 39-metrowego ELT.

Istnieją koncepcyjne projekty budowy jeszcze większych teleskopów optycznych, przy zastosowaniu dostępnych technologii, w wyniku rozważań, jakich obserwacji nie da się wykonać przy pomocy Overwhelmingly Large Telescope. Chodzi tu między innymi o badanie odpowiedników plam słonecznych na innych gwiazdach, dokładne obserwacje egzoplanet, a także wykrywanie skrajnie ciemnych (nawet kilkumetrowych ciał Pasa Kuipera) ciał niebieskich w Układzie Słonecznym (natomiast umieszczenie takiego teleskopu w przestrzeni kosmicznej dawałoby praktycznie nieograniczone możliwości obserwacyjne np. tworzenie dokładnych map planet w promieniu wielu lat świetlnych czy wykrywanie księżyców takich planet). Możliwe rozmiary takiego teleskopu nie są do końca znane; ESO ustaliło maksymalną średnicę dla teleskopu optycznego na 120-130 metrów.